# Synklina fałszywa
Synklina fałszywa (synforma) – fałd wklęsły, w którym najstarsze warstwy są w jądrze synformy, a młodsze na jej skrzydłach, czyli następstwo wiekowe utworów jest odwrotne niż w synklinie. Do takiej sytuacji może dojść w przypadku fałdów przewalonych.